# WinCC
Phần mềm WinCC của Siemens là một phần mềm chuyên dụng để xây dựng giao diện điều khiển HMI (Human Machine Interface) cũng như phục vụ việc xử lý và lưu trữ dữ liệu trong một hệ thống SCADA (Supervisory Control And Data Aquisition) thuộc chuyên ngành tự động hóa.
WinCC là chữ viết tắt của Windows Control Center (Trung tâm điều khiển chạy trên nền Windows), nói cách khác, nó cung cấp các công cụ phần mềm để thiết lập một giao diện điều khiển chạy trên các hệ điều hành của Microsoft như Windows NT hay Windows 2000, XP, Vista 32bit (Not SP1). Trong dòng các sản phẩm thiết kế giao diện phục vụ cho vận hành và giám sát, WinCC thuộc thứ hạng SCADA (SCADA class) với những chức năng hữu hiệu cho việc điều khiển.
WinCC kết hợp các bí quyết của Siemens, công ty hàng đầu trong tự động hóa quá trình, và năng lực của Microsoft, công ty hàng đầu trong việc phát trỉên phần mềm cho PC. Ngoài khả năng thích ứng cho việc xây dựng các hệ thống có quy mô lớn nhỏ khác nhau, WinCC còn có thể dễ dàng tích hợp với những ứng dụng có quy mô toàn công ty như việc tích hợp với những hệ thống cấp cao như MES (Manufacturing Excution System - Hệ thống quản lý việc thực hiện sản xuất) và ERP (Enterprise Resource Planning). WinCC cũng có thể sử dụng trên cơ sở quy mô toàn cầu nhờ hệ thống trợ giúp của Siemens có mặt khắp nơi trên thế giới. Ở Việt Nam hệ thống của Siemens được tài trợ đưa vào hệ đào tạo chính thức

## Các mô đun của sản phẩm
Tùy theo chức năng sử dụng mà người dùng có thể chọn các gói khác nhau của WinCC như là một trong các lựa chọn của sản phẩm. Các gói cơ bản của WinCC chia làm hai loại như sau:
- WinCC Runtime Package (Viết tắt là RT): chứa các chức năng ứng dụng dùng để chạy các ứng dụng của WinCC như hiển thị, điều khiển, thông báo các trạng thái, các giá trị điều khiển và làm các báo cáo.
- WinCC Complete Package (Viết tắt là RC): bao gồm bản quyền để xây dựng cấu hình hệ thống (configuration licence) và bản quyền để chạy ứng dụng (Runtime).

Các gói này có các phiên bản khác nhau tùy theo số lượng các tham số làm việc (Powertag) mà nó có thể đáp ứng: 128, 256, 1024, 65536 Powertags. Powertag là các tham số làm việc mà bộ điều khiển theo dõi giá trị của nó bằng việc nối ghép với quá trình và thiết bị mà nó điều khiển hoặc giám sát. Trong trường hợp người sử dụng muốn nâng cấp từ một phiên bản có số powertag nhỏ lên cấp lớn hơn, họ có thể mua các phiên bản chuyên để năng cấp gọi là WinCC Powerpacks
Ngoài các gói phần mềm cơ bản trên, WinCC còn có các mô đun nâng cao dành cho những ứng dụng cấp cao hơn (WinCC Options) và các mô đun mở rộng đặc biệt (WinCC Add-on). Các WinCC Option là sản phẩm của Siemens Automation and Drive (A&D). Các WinCC Add-on là các sản phẩm của các bộ phận khác của Siemens hay các đối tác của Siemens xây dựng lên nhằm mở rộng chức năng hay để phù hợp với từng loại ứng dụng.